# 9 век пр.н.е.

## Събития
- Формиране на Халщатската култура в южната част на Средна Европа
- Формиране на културата Виланова в Северна Италия
- Формиране на Тагарската култура в южната част на Сибир
- 825 г. пр.н.е. или 814 г. пр.н.е.: основаване на Картаген от Дидона
- ок. 800 г. пр.н.е.: Етруската цивилизация
- започва Желязната епоха в Централна Европа

## Личности
- Омир, древногръцки поет (850 пр.н.е.)